# Pushpagiri
Pushpagiri (o Subrahmanya Hill) és un destacat pic de les muntanyes Subrahmanya als Ghats Occidentals al nord-oest del districte de Kodagu (Coorg) a Karnataka, a 12° 40′ N, 75° 44′ E / 12.667°N,75.733°E. El seu ascens a peu es fa en unes tres hores; al peu i ha densa jungla i al cim diverses fites de pedra, amb una notable panoràmica. S'hi fa un festival religiós anual al desembre.